# 労働者名簿
労働者名簿（ろうどうしゃめいぼ）とは、労働基準法等を根拠とする、事業場に備えておかなければならない法定帳簿の一つで、労働者の氏名や採用日など事業場が雇用している労働者の情報を記した書類のことである。
- 労働基準法について、以下では条数のみ記す。

## 概要
労働基準法による、いわゆる法定三帳簿（労働者名簿、賃金台帳、出勤簿）の一つで、労働者の適切な労務管理に必要な書類である。工場法施行令等で職工名簿の調製、備付けが事業主の義務とされていた流れを戦後の労働基準法においても引き継いだ規定である。
労働者名簿は、事業場の規模などに関係なく、労働者を雇い入れているすべての事業場に作成・整備が義務づけられる。また対象となる労働者は正社員、パート・アルバイト等雇用形態を問わず、全ての労働者（日日雇い入れられる者を除く。）である。

## 記載事項
労働者名簿に記載しなければならない事項は、以下の通りである（第107条1項、施行規則第53条1項）。なお同条において様式第19号が示されているが、実際の作成に当たっては法定の項目が記入されていれば異なる様式を用いることを妨げるものではない（施行規則第59条の2）。
1. 氏名
2. 生年月日
3. 履歴
  - 「履歴」について具体的な法令の定めはないが、一般には社内での異動歴、危険業務従事歴などを記入する。
4. 性別
5. 住所
  - 外国人労働者については、家族の住所その他の緊急時における連絡先を把握しておくよう努めること（外国人労働者の雇用管理の改善等に関して事業主が適切に対処するための指針（平成19年厚生労働省告示第276号））。
6. 従事する業務の種類
  - 常時30人未満の労働者を使用する事業においては、「従事する業務の種類」は記入することを要しない（施行規則第53条2項）。
7. 雇入の年月日
8. 退職の年月日及びその事由（退職の事由が解雇の場合にあっては、その理由を含む。）
9. 死亡の年月日及びその原因

使用者は、労働者名簿と賃金台帳をあわせて調製することができる（施行規則第55条の2）。派遣労働者については、労働者名簿、賃金台帳、派遣元管理台帳（労働者派遣法第37条）については、法令上記載しなければならない事項が具備されていれば、必ずしも別個に作成しなければならないものではなく、労働者名簿等を合わせて一つの台帳を作成することとしても差し支えない（昭和61年5月6日基発333号）。なお第107条は必ずしも書面であることを求めていないため、以下の要件を満たす場合は労働者名簿を電子データによって作成・保存することも認められる（平成7年3月10日基収94号、平成17年3月31日基発0331014号）。この方法を用いることで、本来事業場ごとに備え付けておかなければならない労働者名簿を、本社で一括管理することもできる。
- 電子機器を用いて磁気ディスク、磁気テープ、光ディスク等により調製された労働者名簿に法定必要記載事項を具備し、かつ、各事業場ごとにそれぞれ労働者名簿を画面に表示し、及び印字するための装置を備えつける等の措置を講ずること。
- 労働基準監督官の臨検時等労働者名簿の閲覧、提出等が必要とされる場合に、直ちに必要事項が明らかにされ、かつ、写しを提出し得るシステムとなっていること。

使用者は、作成した労働者名簿を3年間保存しなければならない（第109条、第143条）。起算日は労働者の死亡、退職または解雇の日である（施行規則第56条1号）。

## 罰則
第107条、第109条の規定に違反した者は、30万円以下の罰金に処する（第120条）。